# Дафиною, Костикэ
Костикэ Дафиною (рум. Costică Dafinoiu; 6 февраля 1954, Визиру, Брэила — 8 июня 2022) — румынский боксёр полутяжёлой весовой категории, выступал за сборную Румынии в середине 1970-х годов. Бронзовый призёр летних Олимпийских игр в Монреале, победитель многих международных турниров и национальных первенств.

## Биография
Костикэ Дафиною родился 6 февраля 1954 года в коммуне Визиру, жудец Брэила. Первого серьёзного успеха на ринге добился в 1971 году, когда в полутяжёлом весе занял второе место на взрослом первенстве Румынии — с этого момента стал попадать в основной состав национальной сборной и ездить на крупные международные турниры. В 1974 году завоевал золотую медаль на молодёжном чемпионате Европы в Киеве. Кроме того, в этом сезоне побывал на чемпионате мира в Гаване, где проиграл в своём первом же матче югославу Мате Парлову.
Благодаря череде удачных выступлений Дафиною удостоился права защищать честь страны на летних Олимпийских играх 1976 года в Монреале, сумел дойти здесь до стадии полуфиналов, затем досрочно проиграл кубинцу Сиксто Сории — судья остановил бой в первом раунде ввиду явного преимущества соперника. Получив бронзовую олимпийскую медаль, Костикэ Дафиною продолжал выходить на ринг вплоть до 1981 года, однако в последние годы не принимал участия в крупнейших мировых соревнованиях и не показывал сколько-нибудь выдающихся результатов. После завершения карьеры спортсмена перешёл на тренерскую работу, подготовил многих перспективных боксёров.